# Andrej Plenković
Andrej Plenković (wym. [ˌǎndreːj ˈplěːnkoʋit͜ɕ]; ur. 8 kwietnia 1970 w Zagrzebiu) – chorwacki prawnik, polityk i dyplomata, minister ds. europejskich, poseł krajowy i eurodeputowany VII i VIII kadencji, od 2016 przewodniczący Chorwackiej Wspólnoty Demokratycznej (HDZ) oraz premier Chorwacji.

## Życiorys
Ukończył studia prawnicze na Uniwersytecie w Zagrzebiu (1993), a w 2002 na tej samej uczelni studia z zakresu międzynarodowego prawa publicznego i prywatnego. W 2002 uzyskał uprawnienia adwokata. W 1992 sprawował funkcję prezesa zarządu międzynarodowego Europejskiego Stowarzyszenia Studentów Prawa ELSA. W 1994 rozpoczął pracę jako urzędnik w ministerstwie spraw zagranicznych Chorwacji. W latach 1997–2001 kierował departamentem ds. integracji europejskiej. Od 2002 był zastępcą szefa misji przy Unii Europejskiej w Brukseli, następnie od 2005 zastępcą ambasadora w Paryżu. W latach 2010–2011 w chorwackim rządzie sprawował urząd sekretarza stanu ds. europejskich.
W wyborach w 2011 z listy Chorwackiej Wspólnoty Demokratycznej został wybrany w skład Zgromadzenia Chorwackiego. Wszedł w skład obserwatorów w Parlamencie Europejskim VII kadencji. W pierwszych w historii Chorwacji wyborach do Parlamentu Europejskiego w 2013 uzyskał mandat eurodeputowanego. W 2014 z powodzeniem ubiegał się o reelekcję.
W lipcu 2016 został wybrany na nowego przewodniczącego Chorwackiej Wspólnoty Demokratycznej, zastępując Tomislava Karamarkę. W przedterminowych wyborach we wrześniu tegoż roku ponownie uzyskał mandat posła do Zgromadzenia Chorwackiego, a kierowana przez niego HDZ odniosła wyborcze zwycięstwo.
10 października 2016 prezydent Kolinda Grabar-Kitarović desygnowała go na urząd premiera, powierzając mu misję utworzenia nowego rządu. Andrej Plenković zrezygnował w konsekwencji z zasiadania w PE. Koalicję zawiązały HDZ i Most. 19 października 2016 w parlamencie przedstawił skład swojego rządu i jego program. Tego samego dnia Zgromadzenie Chorwackie większością 91 głosów za (przy 45 przeciw i 3 wstrzymujących się) udzieliło nowemu gabinetowi wotum zaufania. W kwietniu 2017 po rozpadzie koalicji zdymisjonowano ministrów z Mostu. Po kilku tygodniach rozmów koalicyjnych partia premiera zawiązała sojusz z Chorwacką Partią Ludową (HNS).
Kolejne wybory parlamentarne w 2020 zakończyły się zwycięstwem HDZ i jej koalicjantów, sam Andrej Plenković z powodzeniem ubiegał się o poselską reelekcję. 16 lipca 2020 prezydent Zoran Milanović desygnował go ponownie na premiera. Lider HDZ przedłożył 76 podpisów wspierających go deputowanych, w tym posłów sojuszu skupionego wokół Chorwackiej Wspólnoty Demokratycznej, 8 przedstawicieli mniejszości, a także po 1 pośle HNS i formacji Partia Ludowa – Reformatorzy. Kilka dni później Andrej Plenković przedstawił skład swojego drugiego gabinetu. 23 lipca parlament większością 76 głosów (przy 59 przeciw) zatwierdził nowy rząd dotychczasowego premiera.
Kolejne wybory w 2024 również wygrał sojusz skupiony wokół HDZ; urzędujący premier ponownie został wybrany do parlamentu. Jego ugrupowanie zawarło koalicję z prawicowym Ruchem Ojczyźnianym. Poparcie dla jego kolejnego gabinetu zadeklarowało też m.in. kilku posłów mniejszości, łącznie premier zebrał 78 podpisów deputowanych. 17 maja 2024 Zgromadzenie Chorwackie zatwierdziło nowy rząd Andreja Plenkovicia (przy 79 głosach za, 61 przeciw i 1 wstrzymującym się). W tym samym roku otwierał następnie listę HDZ w wyborach europejskich, w których jego partia zwyciężyła z wynikiem 6 na 12 miejsc; premier zrezygnował jednak z możliwości objęcia mandatu w PE.

## Odznaczenia
- Order „Za zasługi” I stopnia (Ukraina, 2021)[19]